# Palakurthy
Palakurthy (o Palakurthi) è una suddivisione dell'India, classificata come census town, di 6.964 abitanti, situata nel distretto di Karimnagar, nello stato federato del Telangana. In base al numero di abitanti la città rientra nella classe V (da 5.000 a 9.999 persone).

## Società

### Evoluzione demografica
Al censimento del 2001 la popolazione di Palakurthy assommava a 6.964 persone, delle quali 3.620 maschi e 3.344 femmine. I bambini di età inferiore o uguale ai sei anni assommavano a 889, dei quali 465 maschi e 424 femmine. Infine, coloro che erano in grado di saper almeno leggere e scrivere erano 3.916, dei quali 2.372 maschi e 1.544 femmine.